# Diocèse de Ketapang
Le diocèse de Ketapang (en latin : Dioecesis Ketapangensis) est une Église particulière de l'Église catholique en Indonésie, dont le siège est à Ketapang, une ville de la province de Kalimantan occidental.

## Histoire
La préfecture apostolique de Ketapang est érigée le 14 juin 1954 par détachement du vicariat apostolique de Pontianak. Elle devient diocèse le 3 janvier 1961 lors de la réorganisation des juridictions catholiques en Indonésie. le diocèse est suffragant de l'archidiocèse de Pontianak. Le 9 avril 1968, son territoire est partagé pour créer la nouvelle préfecture apostolique de Sekadau.

## Organisation
Le siège du diocèse est la cathédrale Sainte-Gemma-Galgani de Ketapang.

## Ordinaires du diocèse

### Préfet apostolique
- Gabriel Willem Sillekens, C.P. (1954-1961), nommé 1er évêque du diocèse

### Évêques
- Gabriel Willem Sillekens, C.P. (1961-1979), précédemment préfet apostolique
- Blasius Pujaraharja (1979-2012)
- Pius Riana Prapdi (2012- )

## Source
Catholic-Hierarchy